# Église Saint-Julien de Vimenet
Pour les articles homonymes, voir Église Saint-Julien et Vimenet (homonymie).
L’église Saint-Julien de Vimenet est une église romane au clocher à peigne du Moyen Âge, sise à Vimenet, dans le territoire de Rodez, en Aveyron.

## Histoire
Les visites pastorales successives et quelques correspondances des curés nous donnent des informations sur son état et sur les réparations à prévoir.

### Moyen Âge
Des restes d’un premier édifice dateraient du XIIe siècle. Elle fut remaniée au cours des siècles. En 1357, elle est reconnue par Huc de Gambares pour le luminaire de l’Église puis, en 1387 par le prieuré de Vimenet de rentes un casal (rouergat, en français : « maison en ruine », « masure ») et un jardin à « Peyrelevade »[incompréhensible]. 
En 1447, l’église n’est pas en bon état. Le mur inférieur est en partie écroulé et elle menace ruine.

### Renaissance
En 1526 : l’église menace ruine et doit être reconstruite. En 1548 est fondée par Pierre Costy d’Aguès (famille ancienne de bourgeois, juge, consul…) une chapelle dévolue à saint Pierre (à droite en regardant le chœur) et d’un obit dans l’église. 
La quittance de noble de Garceval pour le bassin des âmes du Purgatoire apparaît en 1556.

### Époque moderne
L’église est réparée en 1610 par un maître maçon de Vimenet à la suite des pillages des guerres de Religion (voir les extraits). 
Il y a en 1668 six autels dans l’église dont trois sont inconnus. L’église est jugée trop petite en 1721 et il conviendrait ainsi de l’agrandir. 
Il y avait en 1738 cinq chapelles et détail des objets dans l’église. En 1742, des travaux d’agrandissement sont effectués dans l’église mais en 1748, le mauvais état de l’église et de ses ornements est constaté. 
En 1771, il est constaté que l’église est en bon état, mais très mal bâtie. 

### Époque contemporaine
Le 8 août 1790, il est notifié dans une délibération de la communauté de Vimenet : « nous devrions souscrire pour l’achat des biens ecclésiastiques qui se trouvent dans notre paroisse… tant des biens fonds, que rentes champarts, même des fonds du château de Galinières… ».
En 1866, la paroisse de Vimenet comptait plus de 1 200 fidèles. L’église vétuste ne pouvant accueillir que 500 personnes, fut agrandie. De 1866 à 1869, l’ensemble de la nef fut reconstruit avec adjonction de bas-côtés. En 1967, une dernière restauration intérieure a été effectuée.

## Contexte topographique
L’église se trouve au cœur d’un ensemble fortifié.
Sur l'œuvre La vue figurée du Sévéraguès créée en 1504 sur parchemin, est représentée l’enceinte du « fort » de Vimenet avec les deux portes fortifiées et ses tours d’angle ; à gauche, on aperçoit le quartier de la « Gardette », et à droite quelques maisons en direction de « Peyrelevade ». L’église est représentée au centre avec son clocher et trois travées ainsi qu’un puissant clocher avec son porche tourné vers la rue menant à la porte fortifiée.
Le plan cadastral de 1826 montre encore le quadrilatère bien marqué du fort et ses deux tours d’angle. Il existait, peut-être avant le milieu du XIVe siècle, un ancien espace fortifié plus réduit au sein de l’enceinte actuelle. En effet, sur ce plan, l’église est rattachée par la sacristie à une série de corps de bâtiments aujourd’hui disparus.

## Contexte religieux
En 1408, Estienne Costy fait reconnaissance au chapitre des revenus du prieuré. En 1447 et en 1463, Pierre Costy est operarii (marguillier) de l’église. 
L’église menace ruine en 1526, une refonte de l’une des cloches (18 quintaux) est effectuée par Ambec Gely fondeur et « campanhier ». 
Entre 1546 et 1560, Jean Costy est prêtre de la fraternité des prêtres de la paroisse. En 1548 un obit est fondé par Pierre Costy « afin que a l’advenir soyt memoire de son âme & de toutes les âmes des trepassés de son propre lignaige », pour 100 livres tournois. 
Barthélémy Blanchet est prêtre recteur du lieu avec François Argentier, prêtre de 1608 à 1610. En 1636, le curé Julien Tassier de l’église Saint-Julien du lieu de Vimenet perçoit une pension de 16 cestiers de froment, « 4 cestiers de seigle, et 4 cestiers orge, beau bled for net et marchand…de laquelle il a toujours jouy sans aucun trouble et depuis plus de quarante ans ».
En 1638-1639, Anthoine Jouany, prêtre et recteur de Vimenet, perçoit le droit de dîme et de carnelatge[Quoi ?]. Le 15 septembre 1675, le recteur fait part à la communauté de « la necessité qu’il y a de lui estre pourvu d’habits et d’ornement & autres meubles qui luy font besoing dans ladite église par la fonction et exercice de sa charge ».

## Extraits de textes

### L’église du 14 mai 1610
Le prix fait de l’église du 14 mai 1610 :

« Jehan Raymond de Bonal, baille & depputé des prescheurs du chapitre cathedral de Roudes… nous estant transporté en lad esglise, vu les reparacaons necessaires de fere en icelle, se trouve en premier lieu qu’il est nécessaire à l’Autel Maje une table… ? requise qui soit plus longue de deux pieds & plus large de quatre, doit reparer l’esglise premièrement la tribune toutte entière affin que la volte (voulte) ne soict gastée, finir de reprendre (les parois ?) des chapelles de lad. Esglise… & aussy recouvrir le clocher de toutte l’esglise ainsi qu’il ny pleuve… reparer touttes les vitres d’icelle et en fere fere une toutte neuve, fere un porte de bois dans l’esglise affin que le clocher de lad esglise soit fermé… le tout baillé à Pierre Forestier, maistre maçon dusdit Vimenet, pour la somme de 38 escutz… 8 escutz faisant 24 livres au commencement de la besogne, & les 30 escutz restans faisant 90 livres lors que la fenestre aura esté reparée…. Sera (le maçon) teneu de fournir tout le necessaire… manœuvre & charrois. En présence de : Barthélémy Blancher pretre recteur & François Argentier pretre dud Vimenet. »

### Visite pastorale de 1668
Visite pastorale  de Vimenet par l’évêque Gabriel de Paulmy, évêque de Rodez en 1668 (Selon ADA : G 108 ; fol 44).

« L’an 1668 & le 30 juin, procédant à la visite paroissielle de l’esglise St Julien de Vimenet… en présence de Mr Antoine Jouani, curé de la paroisse, de son oncle ancien curé de lad esglise & principaux paroissiens appelés au son de la cloche, auxquels nous avons enjoint sous peine d’excommunication, de nous déclarez les besoings & nécessités spirituelles de la paroisse & à l’instant après avoir faict une prière sur le marche pied du maistre autel, nous avons procédé à la visite.
Nous avons trouvé qu’il ny a point de Reserve que le tabernacle n’est point garny d’estoffe de soye au dedans, qu’il n’y a point de daix, que la porte des fonts baptismaux a besoing de réparacaon, qu’il y a quelques reliques sans authentique qu’il y a six autels dont trois sont incognus, les autres sont à un nommé Cousti (Costy d’Agues) , l’autre à la confrairie du rosaire & le 3e dédié à St loup ; pas uns des susdits autels n’est en estat, qu’il y a deux chapellenies…dans ladite eglise, l’une appelée de Meyrinhac  fondée par un nommé de meyrinhac, possédée par Mr Jean Testor de 18 #  revenant quitte de tailles à la charge de dire deux messes la sepmaine, l’autre nommée de Solatges possédée par un nommé Ollier de St Geniez de quatre sestiers de bled de revenu annuel quittes à la charge de dire une messe toutes les festes de St Julien dont le service ne se faict poinct, de plus que le catéchisme ne se faict poinct les dimanches & festes…qu’il ny a poinct de calice d’argent poinct de voilles, poinct des corporaux ni purrificatoires ni passes, qu’il ny a poinct de garde robe dans la sacristie pour tenir les ornements, laquelle est fort humide ; qu’il ny a que deux chassubles l’une rouge & l’autre noire ; qu’il ny a point de pluvial point de daix, ni bannière pour le St Sacrement, qu’il ny a qu’un méchant drap mortuaire tout déchiré, quelques nappes déchirées, deux aubes dont l’une est toute déchirée, deux missels dont l’un est tout rompu, un antiphonaire sans graduel, que le clocher à besoin de recouvrir aussi bien que toute l’esglise, qu’il manque des cordes aux cloches que la grand cloche n’est pas assurée, qu’il ni a point de porte au cloché que le cimetière n’est pas fermé de muraille, qu’il y a une confrairie du rozaire établie sans permission de l’évêque, qu’il n’y a point de balustre…que les paroissiens fréquentent les cabarets durant les offices divins de plus qu’on ouvre les fonts baptismaux lorsqu’il y a quelque fame en travail d’enfant, qu’il ny a poinct de maison presbiteralle… »

### Visite du 14 septembre 1748
Visite par M. Alexis Sigaud de Saint Amans de Varès, vicaire forain le 14 septembre 1748 (extraits).

« En présence de Mr Alexis Gabriac, curé dudit Vimenet…de Mr Jean Molières, prêtre de Vimenet, de Pierre Galibert clerc tonsuré Antoine Teysseire, tisserand et marguillier de l’église et de Joseph Raynal ancien marguillier : Et nous avons trouvé le tabernacle en dedans couvert de soye, le bois est vermoulu et coupé en certains endroits, sans dorure ny peinture, le reposoir du St Sacrement vermoulu de même le couronnement brisé, le tout sans dorure et sans peinture, ne pouvant plus servir sans indécence ; point de rideau pour le tabernacle, point de retable ; le tableau très grossier et ridicule, le cadre est d’un bois a demi usé et il n’est point fileté d’or; le cadre est d’un bois a demi usé & il n’est point fileté d’or, les gradins sont d’un bois tout pourri sans peinture & ne remplissant pas même le vuide jusqu’au mur ; point de crédence autel indécent tout dépouillé et sans aucun ornement ; le cadre de l’autel est pourtant assez bon, le devant d’autel de cuir doré déchiré du côté de l’evangile; le te rigitu avec les autres deux cartons…il n’y a que 4 chandeliers de leton…marche pied de l’autel assez bon, deux grands chandeliers de bois demi usés, le lutrin est bon…bénitier portatif de cuivre fort vieux et a besoin de réparation ou même d’être changé,…les deux vitres qui éclairent le maître autel ont besoin d’être nettoyées et il manque quelques carreaux,la voute du sanctuaire a besoin d’être recrépie & blanchie, le pavé du sanctuaire a besoin de quelques petites réparations nous avons trouvé deux chapelles l’une du Rosaire & l’autre dédiée à St Roch en bon état & bien dorées ; autre chapelle dédiée à St Pierre où nous avons trouvé un tableau dont le cadre est fileté d’or et le reste en marbre ; la nef est en assez bon état ; il y a une sacristie presque neuve point de fontaine pour les mains & point d’essuye mains pour une paroisse d’environ 900 communiants et (dont le prieur retire mille cent ? ) il n’y a qu’un calice très mince & très léger...la coupe et la paterne sont dorées en dedans, ostensoir d’argent ; il n’y a pas d’autres pièces que celuy du reliquaire qu’on dit estre des paroissiens, ciboire doré…porte Dieu d’argent fonts baptismaux en règle…la cuvette est étamée & toute neuve…deux missels dont l’un a besoin d’etre retiré, l’autre est usé…un rituel hors d’usage, le graduel est rapiécé mais assez bon…point de boete pour les hosties point de voile pour couvrir le St Sacrement, trois confessionnaux, tous en mauvais état & qui ont besoin d’être refaits. »

## Retable

### Documents évoquant le retable
La visite pastorale de 1778 nous indique qu’il y avait 1212 habitants à Vimenet. Elle nous apprend que la paroisse comptait trois confréries : 
- celle du Saint-Sacrement;
- celle du Saint-Rosaire ;
- celle du Sacré-Cœur. Plus trois autres dont on ignorait la date de l’établissement : celle de Saint-Eutrope, celle du Tiers-Ordre et celle de Saint-Dominique.

Après la Révolution, l’inventaire des biens nationaux effectué le 28 floréal an X (18 mai 1802) ne fait ni mention de ce retable, ni des autres mobiliers. Il concernait les effets, vases, ornements, cloches et autres meubles présents dans l’église.
Lors de la reconstruction de l’église, des retables sont mentionnés en 1869 par l’abbé de la paroisse J.-F.-R. Gral.
L’inventaire du 20 novembre 1906, à la suite de la loi de 1905, stipulant la laïcité et la séparation de l’Église et de l’État, mentionne tous les objets présents dans l’église. Cet état répertorie quatre retables. Le seul qui nous soit parvenu est désigné comme suit : « Au fond de l’église, faisant face à la chapelle de Saint Joseph, autre petite chapelle comprenant autel sur retable en bois sculpté surmonté d’un lambris représentant saint Eutrope et saint Roch ». 
Il a été inscrit en 1995 sur l’inventaire supplémentaire à la liste des objets mobiliers classés parmi les monuments historiques.

### Descriptif
Ce retable est un tableau d’autel, en bois, avec des décors sculptés et peints en polychromies et dorés. Il est un réemploi d’un retable plus grand, datant vraisemblablement du XVIIIe siècle. Les éléments ont été coupés et ajustés pour recréer un ensemble cohérent. Il se compose de quatre éléments : la prédelle, le panneau central, les ailerons latéraux et le couronnement. La partie principale, le panneau central, représente à gauche saint Eutrope et à droite saint Roch.
Saint Eutrope, en habit épiscopal, premier évêque et martyr de Saintes vers le IIIe siècle, patron des tisserands avec, sous ses pieds une navette, montre l’importance de cet artisanat dans le village.
Saint Roch en habit de pèlerin, personnage né à Montpellier vers 1340, et qui mourut en Italie vers 1376-1379 ; celui-ci est invoqué contre la peste. À ses pieds un angelot montre le bubon, symptôme caractéristique de la peste bubonique. Il est aussi le patron des maçons et sous ses pieds sont représentés leurs attributs : le compas et l’équerre. Un dais surplombe les deux saints
La prédelle : frise inférieure du tableau du retable, sert de support au panneau principal. Elle est divisée en petits panneaux. Sur les côtés deux niches, qui devaient abriter des statuettes et au centre un tabernacle, réemploi du XIXe siècle. De part et d’autre du tableau central, les ailerons. Les ailerons et le couronnement jouent un rôle important dans l’équilibre de l’ensemble et dans la mise en perspective.

### Interprétation
Aux XVIIe et XVIIIe siècles la filière textile était bien présente à Vimenet. Un recensement de 1771 indique que la paroisse comprenait environ 90 tisserands ou maîtres tisserands, chefs de famille (près de 450 personnes). La filière textile comptait aussi dès 1685, de multiples tisserands, fileuses, cardeurs et peigneurs de laine, des tailleurs (d’habits), avant que les draps ne soient parés au moulin Parayre, puis transportés par des voituriers ou de nombreux muletiers (dits coutals) dans la cité textile de Saint-Geniez-d’Olt. La confrérie de Saint-Eutrope, liée à la filière textile, existait encore en 1914.
À la Révolution, la municipalité demande de faire construire un pont à Saint-Martin-de-Lenne car « les marchés considérables de la ville de St Geniez sont le point de ralliement de tous les environs » et permettent ainsi aux nombreux paysans tisserands vimenetois de commercialiser leur production. Notre commune est en effet « liée avec celui de la ville tant par les ventes considérables de laines qui s’y font journellement que… pour les marchandises qui y sont exportées pour les paiements d’icelle : on demande donc le 23 janvier 1791, l’installation du tribunal de commerce à St Geniez pour répondre aux « relations journalières ».
On trouve aussi dans les archives de nombreux maçons et maîtres maçons de Vimenet fort réputés, ainsi que des artisans et apprentis du bâtiment en relation avec les grands travaux de construction du château de Sévérac du puissant seigneur Louis d’Arpajon, mais aussi la prestigieuse restauration de l’évêché de Rodez en 1622 sous la direction d’un Vimenetois.
Ce retable, sûrement un don de l’action commune des confréries de tisserands et de maçons, est caractéristique de la vie et de l’artisanat du village, comme témoignage de leurs engagements professionnel et religieux. Il est donc le seul et unique vestige du patrimoine artisanal de Vimenet avant la Révolution. Son histoire et celle du village sont liées. De par sa symbolique, il raconte, telle une bande dessinée, une partie de la rude vie de nos ancêtres.

## Documents
- Archives du château de Vezins
- Vimenet : archives paroissiales : Registre des baptêmes, mariages et sépultures de Vimenet (vers 1684 -1688), (retrouvé dernièrement au presbytère ; en voie de numérisation). 20 registres de baptêmes mariages et sépultures (1856 à 1956). Livre de paroisse de 1869 à 1963 (avec lacunes). Registre de la fabrique. Liber status Animarum et registre de paroisse à partir de 1932.
- Mairie : plan de l’église.